# Krankenhäuser in Königsberg
Die Krankenhäuser in Königsberg entstanden als private, kommunale und staatliche Einrichtungen in der ostpreußischen Hauptstadt  Königsberg im 19. Jahrhundert. Sie begründeten das reichsweite Ansehen der dortigen Medizin.

## Ärzte
Zur Zeit des Deutschen Ordens wirkte 1458 Jakob Schillingholz († 1459) als erster Arzt vorübergehend in Königsberg. 1513 stellte Hochmeister Albrecht Johann Horn als Leibarzt an. 1536 durfte der jüdische Arzt Isaak May in Königsberg praktizieren. 1541 ließ Herzog Albrecht den Frauenburger Domherrn Nicolaus Copernicus nach Königsberg bitten, um den schwer erkrankten Georg von Kunheim zu behandeln.
Bei der Gründung der Universität wurde Johann Placotomus 1544 erster Professor für Medizin. Andreas Aurifaber, der Leibarzt des Herzogs, untersuchte das Heilmittel Bernstein. Der Stadtchirurg Daniel Schwabe führte 1635 die erste Magenöffnung durch. 1637 wurde die erste anatomische Demonstration, 1677 die erste Vivisektion veranstaltet. 1737 errichtete Christoph Gottlieb Büttner aus privaten Mitteln das erste Theatrum anatomicum am Weidendamm. 1793 gründete Prof. Johann Daniel Metzger die erste Hebammenlehranstalt. 1893 führte William Motherby die erste Pockenimpfung durch.
Im Jahr 1851 gründete Helmholtz den Verein für wissenschaftliche Heilkunde. 1866 amtierten in Königsberg ein Stadtphysikus und fünf Armenärzte. Auf der Naturforscher- und Ärztetagung 1910 in Königsberg gab Paul Ehrlich das Salvarsan bekannt. Seit 1918 hatte Königsberg Schulärzte.
Nach der Eroberung Königsbergs durch die Rote Armee leitete Wilhelm Starlinger mehrere Seuchenkrankenhäuser in der Stadt. Die Ausweisung aller Deutschen aus dem inzwischen von der Sowjetunion annektierten nördlichen Ostpreußen im Oktober 1947 betraf auch den Chirurgen Oskar Ehrhardt. Als letzte deutsche Ärzte verließen Hildegarde Haslinger, Erna Fuehrer und Johann Schubert 1948/49 die in „Kaliningrad“ umbenannte Stadt.

## Universitätskliniken

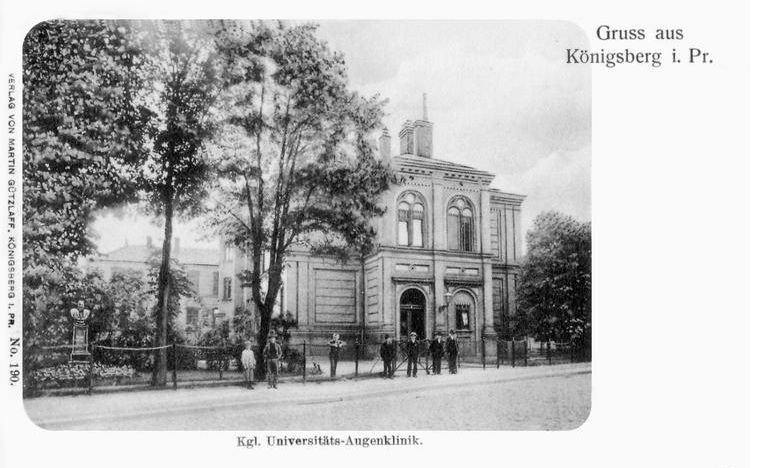
Augenklinik

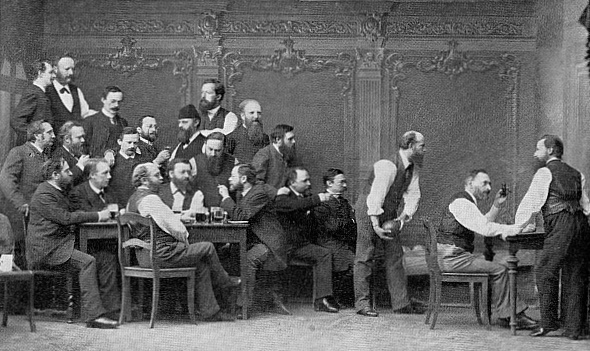
Kegelabend des Vereins für wissenschaftliche Heilkunde

Die Universitätskliniken waren eine späte Ergänzung der Albertus-Universität. Fast alle Kliniken und Institute befanden sich in Neuroßgarten.
Im Jahr 1809 entstand ein Klinikum in drei Zimmern des Löbenichtschen Hospitals. Im folgenden Jahr wurde die Provinzial-Entbindungsanstalt in der Altroßgärter Predigerstraße 8 zur Universitätsfrauenklinik mit 18 Betten. Eine chirurgisch-augenärztliche Klinik wurde 1816 unter Karl Unger eröffnet. 1846 kam die Innere Universitätsklinik als Graues Haus in der Drummstraße 25–29 hinzu. In derselben Straße wurde von 1859 bis 1863 unter Albrecht Wagner die Chirurgische Klinik gebaut. Als Rotes Haus wurde sie 1881 Innere Klinik.
Im Jahr 1873 entstand die Neue Chirurgische Klinik in der Langen Reihe. 1877 wurde die Augenklinik eröffnet. Die Klinik für Haut- und Geschlechtskrankheiten musste sich von 1892 bis 1921 mit einem Mietshaus in der Drummstraße behelfen. Die Geisteskrankenabteilung im Städtischen Krankenhaus diente als Psychiatrische Universitätsklinik.
Im Wintersemester 1894/95 wurden 566 Frauen in der Frauenklinik behandelt.
Im Jahr 1910 entstand die HNO-Klinik unter Paul Stenger. 1913 wurde die Psychiatrische Klinik an der Alten Pillauer Landstraße und 1914–1916 die Kinderklinik am Volkspark eröffnet. 1921 bezog die Klinik für Haut- und Geschlechtskrankheiten einen Neubau an der Alten Pillauer Landstraße.

## Krankenhäuser
Im Jahr 1764 stiftete Kommerzienrat Fr. R. Farenheid 50.000 Gulden für den Bau eines Krankenhauses. Als Eingangshaus der späteren Städtischen Krankenanstalten wurde es 1768 in Betrieb genommen. Weitere 20.000 Gulden stiftete Kriegsrat J. F. W. Farenheid. 1797 bestand ein „Städtisches Krankenhaus“ mit 24 Betten auf dem Hinterroßgarten. 1811 wurde es auf 120 Betten vergrößert. Als das Farenheid’sche Armenhaus 1830 nach der Sackheimer Hintergasse verlegt wurde, konnte das Krankenhaus 790 Patienten aufnehmen. 1832 kam ein Pockenlazarett hinzu. Auf Anregung von Generalleutnant Bernhard von Plehwe wurde 1848 das Krankenhaus der Barmherzigkeit gestiftet. 1880 wurde der letzte „Chirurgus“ am Städtischen Krankenhaus pensioniert. 1881 wurden 120 Pockenkranke aufgenommen und eine Typhusbaracke gebaut. Die Geisteskranken-Abteilung diente als Psychiatrische Universitätsklinik. Stadtrat Theodor Krohne wurde 1889 Vorsitzender der Verwaltungsdeputation der Krankenanstalten. 1895 wurde ein Neubau der Städtischen Krankenanstalten fertiggestellt. Fünf Ärzte betreuten 3144 Patienten.
Im Jahr 1894 wurde das Katholische Elisabeth-Krankenhaus der Grauen Schwestern in der Ziegelstraße eröffnet. Die Chefärzte waren die Professoren Oskar Ehrhardt (Chirurgie), Wilhelm Starlinger (Innere Medizin), Carl Fink (1883–1966, Gynäkologie) und Carl Hubert Sattler (Ophthalmologie).
Privatkliniken
Dr. Christiani
Heinrich Hoeftman, Orthopädie
Reinhold Unterberger, Gynäkologie

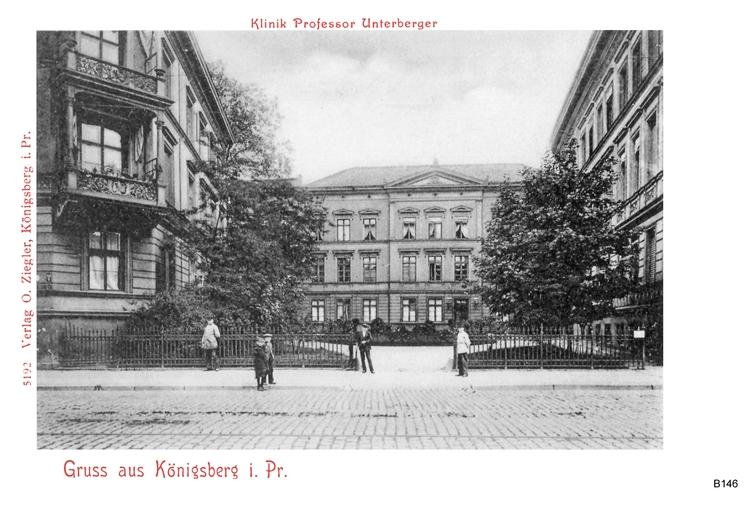
Klinik Unterberger

Ausführliche Berichte über die ersten Nachkriegsjahre im „deutschen“ Krankenhaus Königsberg haben Johann Schubert (Hans Deichelmann, 1949) und Dr. Margarete Siegmund (1983) hinterlassen.

## Seuchenkrankenhäuser

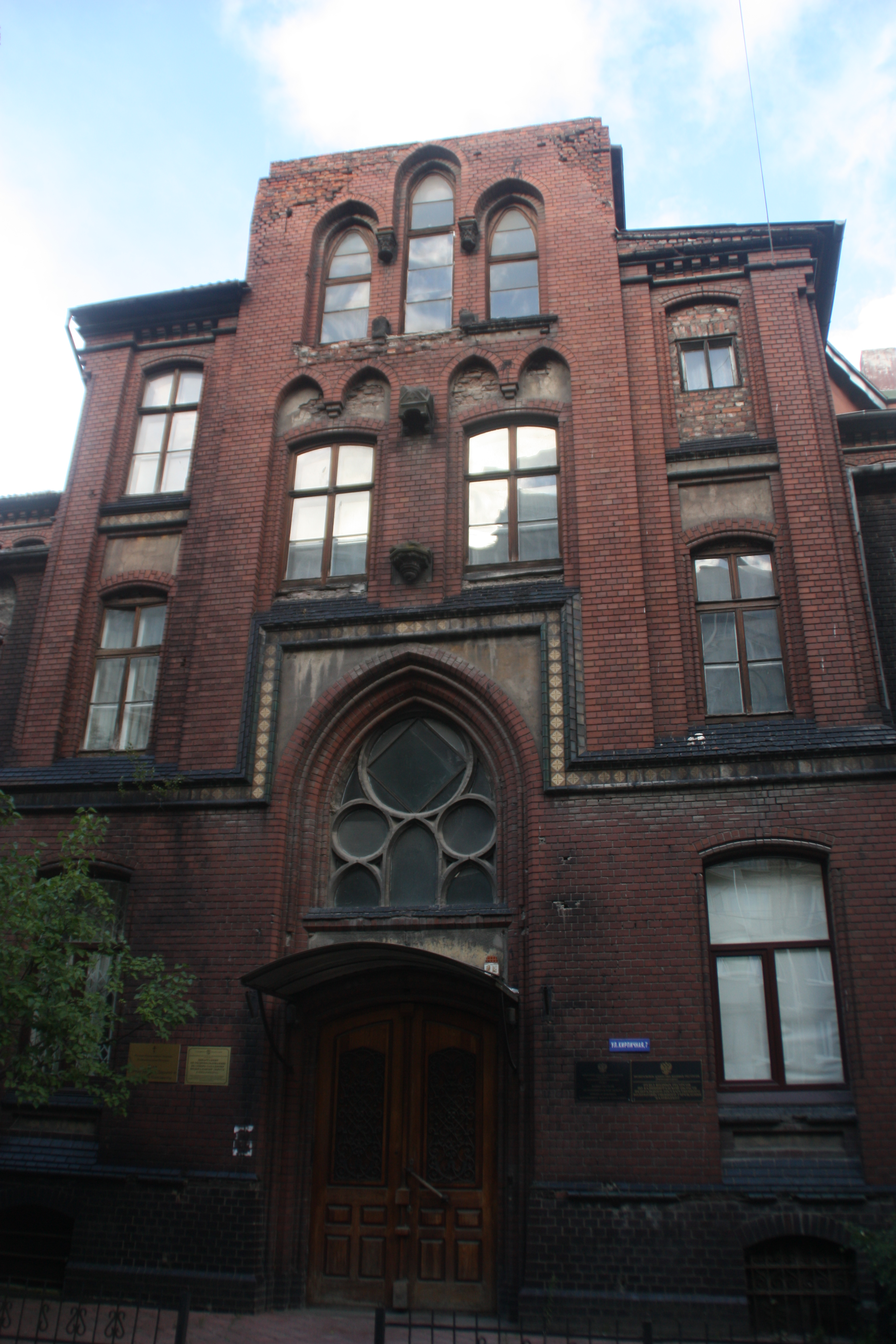
St. Elisabeth-Krankenhaus

Ende April 1945, gut zwei Wochen nach dem Fall Königsbergs, hatte die Rote Armee die Einrichtung eines Seuchenlazaretts in der früheren Universitätsnervenklinik angeordnet. Bei den um sich greifenden Epidemien erwies es sich bald als zu klein, so dass das frühere Garnisonslazarett Yorck und das frühere St. Elisabeth-Krankenhaus in Beschlag genommen wurden. Im Herbst 1945 war der Höchststand von 2.000 Betten erreicht. Nicht erfolglos versuchten unter den herrschenden Extrembedingungen Wilhelm Starlinger, einige andere Ärzte, ein Stamm von Krankenschwestern und von ihnen ausgebildetes Hilfspersonal die Infektionswellen einzudämmen. Medikamente waren fast nicht vorhanden. Da die Krankenhauseinrichtungen weitgehend zerstört waren, suchten Bergekommandos in den zerstörten Stadtteilen nach Brauchbarem. In der zweiten Maihälfte 1945 brach eine Typhusepidemie aus, die im September 1945 ihren Höhepunkt erreichte. 1.500 Schwererkrankte wurden in die Deutschen Seuchenkrankenhäuser („DSK“) eingeliefert; die Tagesspitze war 89. Bis zum Ende der Epidemie im Spätsommer 1946 wurden 8.000 Typhuskranke behandelt. Eine Fleckfieberwelle dauerte vom Herbst 1945 bis zum April 1946. Scharlach, Diphtherie und Darminfektionen hielten sich in Grenzen. Nach Einzelfällen im Sommer 1945 brach im Spätsommer 1946 eine Malariawelle über Königsberg und ganz Nordostpreußen herein. Bis Oktober 1946 nahmen die DSK 6.000 Patienten mit schwersten Malariaformen auf. Selbst von einer schweren Infektion genesen, spürte Hugo Linck im Kampf gegen dieses Elend „Christlichkeit“.
Bei 2.700 Todesfällen unter 13.200 Einlieferungen zwischen April 1945 und März 1947 lag die Mortalität insgesamt bei 20 %. Aufgeschlüsselt waren es bei Lepra 85 %, Colitis 36 %, Typhus 24 %, Fleckfieber 25 %, Diphtherie 0,6 %, Tuberkulose 12,5 %. Ein Vergleich der Sterblichkeit in den DSK mit der in der Gesamtbevölkerung ergibt, „daß die erste weniger als 4 % der letzteren betrug, daß also Gewalt, Hunger, Kälte und Erschöpfung um ein Vielfaches mörderischer waren als alle Seuchen zusammen“. Von den etwa 110.000 Menschen, die den Fall der Stadt überlebt hatten, starben bis Juni 1945 20.000 bis 25.000 an Entkräftung, Krankheit, Totschlag und Mord. In jedem Monat kamen weitere 12.000 Tote hinzu. Nach Berechnungen von Starlinger, dem Leiter der Seuchenkrankenhäuser, lebten im Oktober 1945 nur noch 55.000 bis 60.000 Menschen in der „Stadt“, im März 1947 höchstens 25.000. Dieser Rest wurde im Spätherbst 1947 und im Frühjahr 1948 nach Mittel- und Westdeutschland abtransportiert.